# Thain
Thain es el nombre que recibe el gobernante de la Comarca, las tierras en las que viven los Hobbits, dentro del legendarium del escritor J. R. R. Tolkien. Tras la caída de Arthedain, reino al cual debían lealtad los habitantes de la Comarca, los jefes de las distintas familias hobbits eligieron a un gobernante con el nombre de Thain, como representante del rey y con sus mismos poderes, hasta que este regresara. Era el jefe de la Asamblea de la Comarca y el capitán del acantonamiento y la tropa. 
Tras la Guerra del Anillo, el Reino del Norte fue restaurado y la Comarca pasó a estar de nuevo bajo su custodia. Peregrin I se convirtió en Thain en el año 1434 CC, y además el Rey Elessar le nombró consejero de los reinos del norte, junto con Samsagaz Gamyi y Meriadoc Brandigamo.

## Otras versiones del legendarium
En otras versiones que Tolkien escribió sobre el prólogo de El Señor de los Anillos, el Thain recibió en un primer momento el nombre de Shirking, una abreviación de Shire King, que significa “Rey de la Comarca” en inglés. Sin embargo, más tarde decidió cambiarlo por Thain, una variante del término anglosajón Thane o Thegn, usado para nombrar a un noble menor. Este término es también conocido por aparecer en la obra Macbeth, de William Shakespeare.

## Lista de Thains
El primero en ocupar el puesto fue Bucca de Marjala, de la familia de los Gamoviejo, y a partir de entonces, el cargo fue heredado por el primogénito. Sin embargo, cuando esta familia se mudó a Los Gamos en el año 740 según el Cómputo de la Comarca, el Thain Gorhendad Gamoviejo tomó el título de Señor de Los Gamos y el cargo Thain pasó a Isumbras I, de la familia Tuk.
Esta es la lista de los Thains conocidos:
1. Bucca de Marjala (379 – ?)

Once Thains de la familia Gamoviejo.
12. Gorhenhad Gamoviejo (? – 740)

13. Isumbras I (740 – ?)

Ocho Thains de la familia Tuk (incluyendo a Isengrim I, Isumbras II, Ferumbras I, y Paladin I).
22. Isengrim II (1083 – 1122)

23. Isumbras III (1122 – 1159)

24. Ferumbras II (1159 – 1201)

25. Fortinbras I (1201 – 1248)

26. Gerontius I (1248 – 1320)

27. Isengrim III (1320 – 1330)

28. Isumbras IV (1330 – 1339)

29. Fortinbras II (1339 – 1380)

30. Ferumbras III (1380 – 1415)

31. Paladin II (1415 – 1434)

32. Peregrin I (1434 – 1484)

33. Faramir I (1484 – ?)